# Tommy Wonder (ballerino)
Tommy Wonder (7 marzo 1914 – New York, 11 dicembre 1993) è stato un ballerino, attore e coreografo statunitense.

## Biografia
Al cinema, fece il suo debutto a nove anni in un cortometraggio della Century a fianco di Baby Peggy, una popolare attrice bambina del cinema muto.

## Filmografia
- Carmen, Jr., regia di Alfred J. Goulding (1923)
- Such Is Life, regia di Alfred J. Goulding (1924)
- Dance Charlie Dance
- Invito alla danza (Varsity Show ), regia di William Keighley (1937)
- Thrill of a Lifetime
- Il figlio del gangster
- Mad Youth
- Living in a Big Way
- Ti avrò per sempre (This Time for Keeps), regia di Richard Thorpe (1947)
- Sarumba

## Spettacoli teatrali
- Ziegfeld Follies of 1943 (Broadway, 1º aprile 1943)